# Gliese 30
Gliese 30 is een hoofdreeksster van het type K5, gelegen in het sterrenbeeld Andromeda op 68,7 lichtjaar van de Zon. De ster heeft een relatieve snelheid ten opzichte van de zon van 54,3 km/s.